# Paroisse de Saint Patrick (Grenade)
Pour les articles homonymes, voir Patrick.
Saint Patrick est l'une des six paroisses de l'État de Grenade.

## Géographie
Son chef-lieu est Sauteurs. L'île Ronde, Les Tantes, île Diamant et l'île Caille font partie de cette paroisse.
La paroisse accueille sur son territoire — près de Tivoli, l'une des principales localités après Sauteurs —, le lac Antoine, lac de cratère d'origine volcanique.